# La Vancelle
La Vancelle é uma comuna francesa na região administrativa de Grande Leste, no departamento Baixo Reno. Estende-se por uma área de 7,95 km². Em 2010 a comuna tinha 415 habitantes (densidade: 52,2 hab./km²).